# FC Cuntum
O Futebol Clube Cavalos Brancos de Cuntum, abreviado para Futebol Clube de Cuntum, ou apenas FC Cuntum, é um clube de futebol da Guiné-Bissau, situado na capital, Bissau.
O clube comanda os jogos no Estádio Lino Correia, com capacidade para 12 000 espetadores.
Em janeiro de 2018 o clube anunciou que irá criar uma equipa de futebol feminino para a época de 2018/2019.

## História
O clube foi fundado no dia 27 de dezembro de 1997 em Madina Cuntum, um subúrbio de Bissau.
Em 2010, o FC Cuntum foi promovido à primeira divisão, o Campeonato Nacional da Guiné-Bissau. Desde então que o clube se mantém na primeira liga, embora sem conquistar o título.
A 24 de junho de 2018 o clube disputou a Taça da Guiné junto com o Benfica de Bissau.